# パイデ

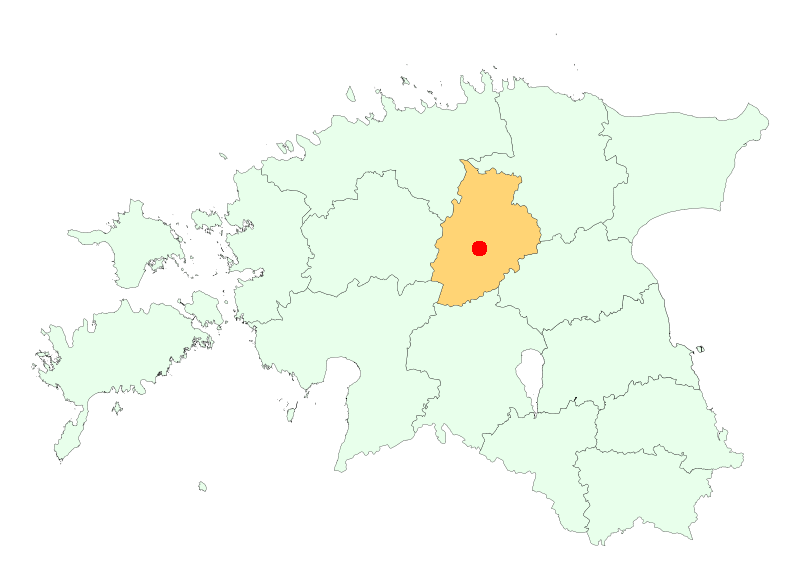
位置図

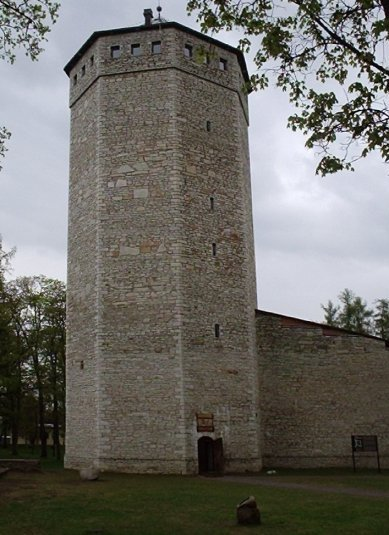
パイデ城

パイデ（エストニア語: Paide）は、エストニアのイェルヴァ県に位置する町。同県の県都でもある。パイテとも表記される。
ドイツ名はヴァイセンシュタイン（Weißenstein）、ポーランド名はビャウィ・カミェン（Biały Kamień）。
1291年9月30日にリヴォニア騎士団の長によって建設され、現在でもリヴォニア帯剣騎士団が建てた城塞が残る。
人口は2005年1月1日時点で9606人。
冷戦中はパイデの10km東にソ連のコイギ空軍基地が置かれ、戦闘機の前線になった。
サッカークラブのパイデ・リナメースコンドが本拠地とするパイデ共同高等学校スタジアムがある。

## 姉妹都市
- アンナベルク＝ブーフホルツ（ドイツ）
- フレーデンスボーク＝フムベーク（デンマーク）
- ホーボー（スウェーデン）
- ハミナ（フィンランド）
- ハヴィルショフ（チェコ）
- マジェイケイ（リトアニア）
- ペレヤスラウ＝フメリニツキー（ウクライナ）
- サルドゥス（ラトビア）
- ウェストミンスター（アメリカ合衆国、メリーランド州）

## ゆかりの人物
- アルヴォ・ペルト - 作曲家
- イタ・エヴェル - 映画、ラジオ、舞台、テレビ女優
- ヨハネス・ヘッセ - ヘルマン・ヘッセの父
- カルマン・キャス - スーパーモデル